# Moharramabad
Moharramabad (pers. محرم اباد) – wieś we wschodnim Iranie, w ostanie Chorasan-e Razawi. W 2006 roku miejscowość liczyła 146 mieszkańców w 44 rodzinach.